# Augusto Boal
Augusto Boal, (Rio de Janeiro, 16. ožujka 1931. – Rio de Janeiro, 2. svibnja 2009.), brazilski glumac, redatelj, kazališni pedagog i teoretičar, tvorac Kazališta potlačenih. Riječ je o obliku interaktivnog kazališta u sklopu kojeg se razvilo više kazališnih tehnika. Najpoznatija od njih, forum kazalište, se koristi u više od 100 zemalja.

## Životopis
Studirao je režiju i dramaturgiju na njujorškom Sveučilištu Columbia. Nakon povratka u Brazil 1956. vodi Teatar Arena u São Paulu sve do 1971. U tom je razdoblju formirao svoje teorije, spojivši učenje Bertolta Brechta i K. S. Stanislavskoga s tradicijom brazilskog kazališta.
Godine 1971. ga uhićuje vojna hunta. Idućih 15 godina provodi u egzilu. U Parizu osniva centar u kojem prakticira svoja teatrološka učenja. Kazalište potlačenih smjera k tome da kroz interaktivne scenske vježbe pozitivno djeluje na gledatelje, koji i sami sudjeluju u predstavi. Kroz vođeno igranje uloga osvješćuju načine rješavanja teškoća u društvenim interakcijama (na poslu, u školi, obitelji itd.) u kojima se nalaze u potlačenom položaju.
U Europi održava ugledne kazališne radionice na temu revolucionarnoga potencijala scenskog izričaja. U prvoj polovici 1980-ih organizira međunarodne festivale Kazališta potlačenih. U Brazil se vraća 1986.
Teatrološka načela i rezultate istraživanja je izložio u esejima "Igre za glumce i ne-glumce" (Jogos para atores e não-atores, 1977), "Kazalište potlačenih" (Teatro do oprimido, 1979), "Duga želje" (O arco-íris do desejo, 1990) i "Legislativno kazalište" (Teatro legislativo, 1996).